# Unifrance
Ne doit pas être confondu avec Ubifrance.
 (septembre 2014).
Si vous disposez d'ouvrages ou d'articles de référence ou si vous connaissez des sites web de qualité traitant du thème abordé ici, merci de compléter l'article en donnant les références utiles à sa vérifiabilité et en les liant à la section « Notes et références ».
Unifrance (parfois écrit UniFrance) est un organisme chargé de la promotion et de l'exportation du cinéma français dans le monde. 
Il a été créé en 1949 sous la forme d'une association loi de 1901. À  sa création, le Studio Lévin — Sam Lévin et Lucienne Chevert — signe avec lui un contrat et devient son principal fournisseur d'images.
Il compte de nos jours environ 1 000 adhérents (producteurs, exportateurs, cinéastes, acteurs et agents artistiques).
En 2021, Unifrance élargit ses compétences en absorbant TV France International, une association des exportateurs de programmes audiovisuels français.

## Missions
L'association Unifrance est sous la tutelle du CNC, établissement chargé de la politique de soutien au cinéma français sous l'autorité du ministère de la Culture,. Son rôle consiste à organiser le plus grand marché du film français à Paris (chaque mois de janvier), à mettre en lumière les productions françaises dans les principaux marchés du monde (Cannes, Toronto, Berlin, Hong Kong, Los Angeles) et à organiser des festivals de cinéma français dans une dizaine de pays (États-Unis, Chine, Brésil, Japon, Royaume-Uni, Russie, Kazakhstan, Inde, etc.). Unifrance a en outre organisé la 1re édition du festival du cinéma français en ligne du 14 au 29 janvier 2011 : MyFrenchFilmFestival.com. Dix longs métrages et dix courts métrages de la jeune création française étaient en compétition.
Le site internet unifrance.org propose en outre une gigantesque base de données multilingue sur les films français avec de nombreux annuaires professionnels, les calendriers et les catalogues des festivals internationaux et des marchés du film, des informations sur l'actualité et la vie des films français dans le monde, ainsi que des bilans chiffrés pays par pays sur l’exportation et la distribution des films.

## Présidence et direction

### Présidents
- 1949 : Georges Loureau-Dessus
- 1955 : Raoul Ploquin
- 1961 : Georges Loureau-Dessus
- 1965 : François de Chavanne
- 1966 : Francis Cosne
- 1969 : Georges Loureau-Dessus
- 1969 : Marcel Lathière
- 1970 : Gilbert de Goldschmidt
- 1973 : Raymond Danon
- 1975 : Georges Dancigers
- 1979 : Yves Rousset-Rouard
- 1981 : Adolphe Viezzi
- 1983 : Jacques Dorfmann
- 1986 : Gilbert de Goldschmidt
- 1988-2003 : Daniel Toscan du Plantier  (décédé en cours de mandat le 11 février 2003)
- 2003 : Margaret Menegoz
- 2009 : Antoine de Clermont-Tonnerre
- 2012 : Jean-Paul Salomé
- 2017 : Serge Toubiana[5],[6]
- 2023 : Gilles Pélisson[7]

### Directeurs généraux
- 1949 : Robert Cravenne[8]
- 1977 : Yonnick Flot
- 1983 : Christian Tual
- 1985 : Alain Boismery
- 1990 : Richard Boidin
- 1995 : Bruno Berthemy
- 2001 : Véronique Bouffard
- 2006 : Marc Piton
- 2008 : Gilles Renouard
- 2009 : Régine Hatchondo
- 2013 : Isabelle Giordano[9]
- 2019 : Daniela Elstner[10]

## Logos

de 2005 à 2011
de 2011 à 2016
de 2016 à 2021
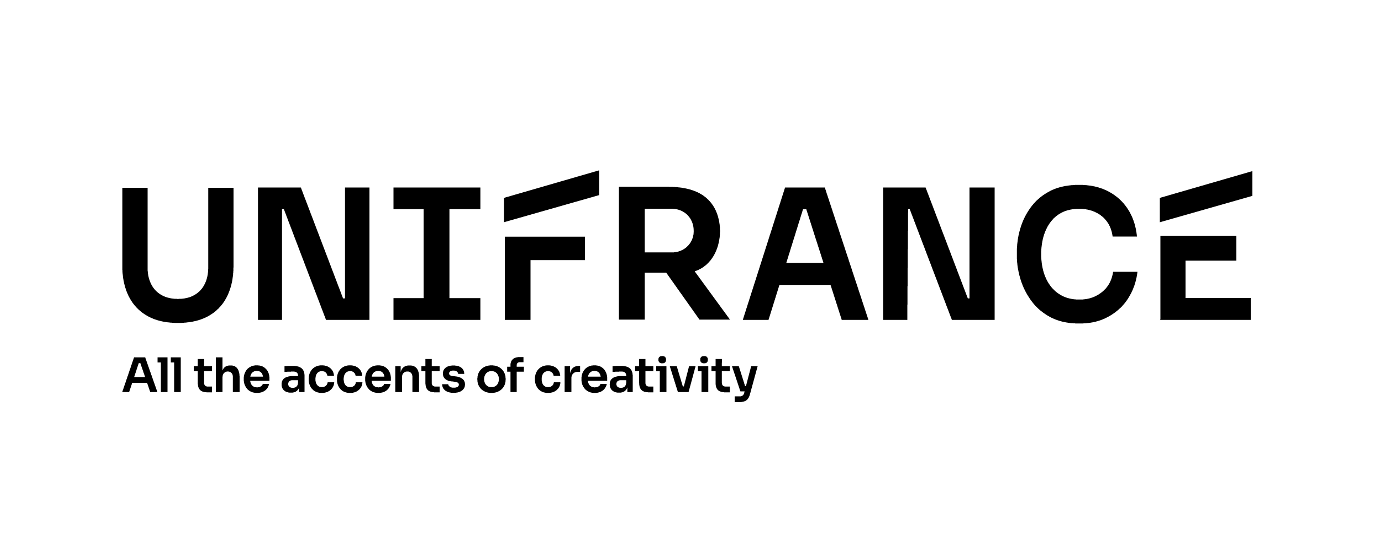
depuis 2021

## French Cinema Award
En 2016, Unifrance crée le French Cinema Award , un prix honorifique « destiné à célébrer une personnalité de l'industrie cinématographique internationale ayant œuvré pour le rayonnement du cinéma français à travers le monde ». Selon les années, une ou plusieurs personnalités peuvent être récompensées. À partir de 2018, le trophée est créé par la cristallerie Daum.
Palmarès :
- 2016 : Aton Soumache et Dimitri Rassam (récompensés en tant que producteurs du film d'animation Le Petit Prince)[12], et Andrea Occhipinti (président de la société de distribution italienne Lucky Red)[13]
- 2017 : Isabelle Huppert[14], Torsten Frehse (président de la société de distribution allemande Neue Visionen)[15] et La Peikang (président de la société de production et distribution chinoise China Film Corporation)[16]
- 2018 : Juliette Binoche[17], Sun Xianghui (présidente de la Cinémathèque chinoise)[18] et Adolfo Blanco (président de la société de distribution espagnole A Contracorriente Films)[19]
- 2019 : Olivier Nakache et Éric Toledano[20]
- 2020 : Olivier Assayas[21]
- 2023 : Virginie Efira[11]